# German Juniors 1997
Das German Juniors 1997 im Badminton fand vom 14. bis zum 16. März 1997 in der Sporthalle an der Berufsschule in Bottrop statt. Bottrop war damit zum siebenten Mal Ausrichter der Titelkämpfe. Es war insgesamt die 14. Austragung des bedeutendsten internationalen Juniorenwettbewerbs in Deutschland. Veranstalter war der Deutsche Badminton-Verband.

## Sieger und Platzierte
| Disziplin    | Gold                           | Silber                           | Bronze                        |
| ------------ | ------------------------------ | -------------------------------- | ----------------------------- |
| Herreneinzel | Taufik Hidayat                 | Keita Masuda                     | Hartawan                      |
| Herreneinzel | Taufik Hidayat                 | Keita Masuda                     | Haryawan                      |
| Dameneinzel  | Tine Rasmussen                 | Ling Wan Ting                    | Melissa Dewi                  |
| Dameneinzel  | Tine Rasmussen                 | Ling Wan Ting                    | Louisa Koon Wai Chee          |
| Herrendoppel | Keita Masuda Shinya Ohtsuka    | Park Tae-sang Choi Min-ho        | Muhammad Noor Luluk Hadiyanto |
| Herrendoppel | Keita Masuda Shinya Ohtsuka    | Park Tae-sang Choi Min-ho        | Kasper Ødum Ove Svejstrup     |
| Damendoppel  | Tine Rasmussen Jane F. Bramsen | Britta Andersen Jane Jacoby      | Kaori Mori Mika Anjo          |
| Damendoppel  | Tine Rasmussen Jane F. Bramsen | Britta Andersen Jane Jacoby      | Lee Hyo-jung Kim Hee-jung     |
| Mixed        | Ove Svejstrup Britta Andersen  | Kristian Langbak Jane F. Bramsen | Choi Min-ho Lee Jung-hwa      |
| Mixed        | Ove Svejstrup Britta Andersen  | Kristian Langbak Jane F. Bramsen | Mike Joppien Birte Frings     |